# OCCII

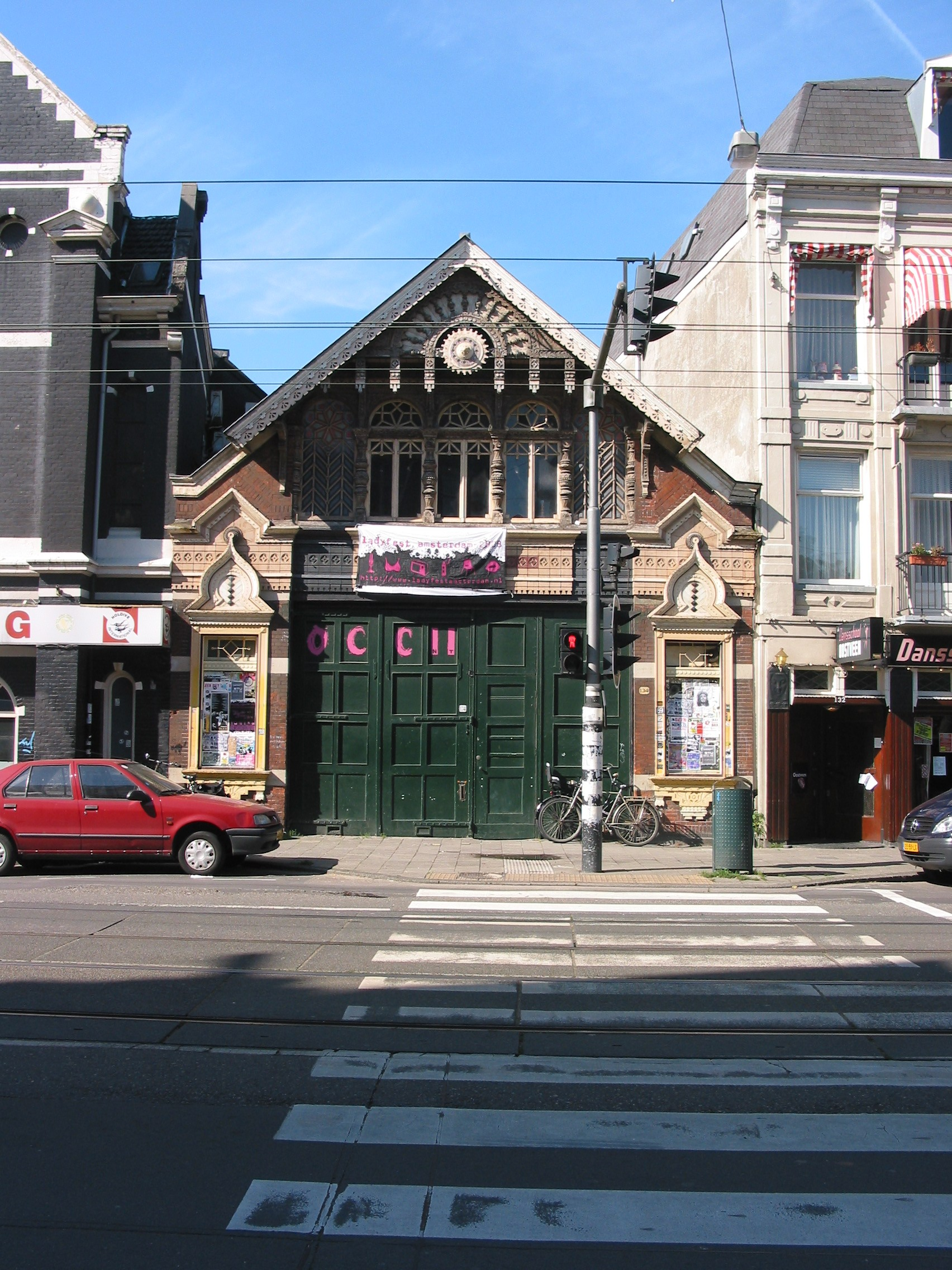
Occii, Amstelveenseweg 134, Amsterdam-Zuid, voor de renovatie.

De OCCII (Onafhankelijk Cultureel Centrum In It) is een concertzaal voor alternatieve en onafhankelijke muziek aan de Amstelveenseweg in Amsterdam-Zuid. De organisatie ligt grotendeels in handen van vrijwilligers en heeft haar wortels in de kraakbeweging; het gebouw is in 1984 gekraakt en "gelegaliseerd" in 1989. Sinds 1992 fungeert de ruimte als concertzaal onder de naam OCCII.

## De Binnenpret
De concertzaal maakt onderdeel uit van het complex De Binnenpret: boven de concertzaal aan de Amstelveenseweg 134 was vroeger een café (De Kasbah) en op het achterliggende terrein – ook toegankelijk via de Eerste Schinkelstraat 14-16 en Schinkelhavenstraat 27 – is er een restaurant (MKZ), een bibliotheek (Bollox), een kindertheater (Kinderpret), een fietsenwerkplaats (Farafina), een hackerspace genaamd LAG (op de plaats van sauna Fenomeen) oefenstudio's, ateliers en een binnenhof.

## Achtergrond van het gebouw

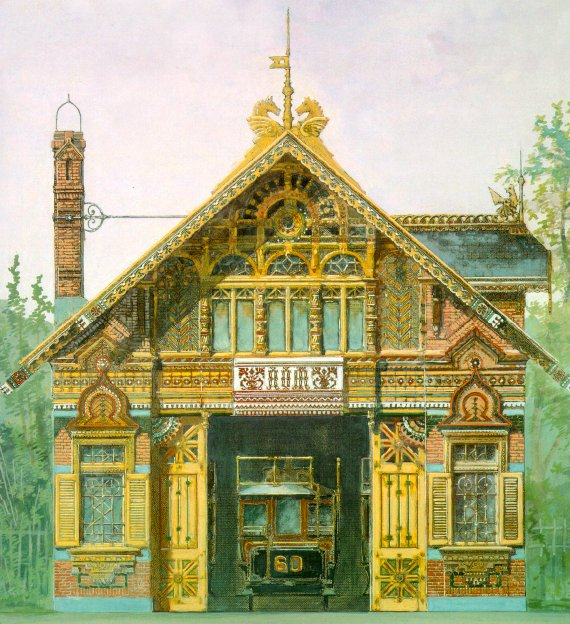
Tekening uit 1883 van de Paardentramremise.

Het gebouw aan de Amstelveenseweg van waaruit de OCCII opereert is ontworpen als een paardentramremise met stallen, door architect Abraham Salm (1857-1915) en werd in 1883-'84 gerealiseerd. Salm ontwierp samen met zijn vader ook de gebouwen waarin de concertzalen Melkweg en Paradiso nu huizen; gebouwen die waren ontworpen als respectievelijk suikerfabriek en kerk. In 2010-2011 werd de OCCII ingrijpend verbouwd, waarbij ook de monumentale voorgevel in zijn oorspronkelijke staat is hersteld.

## Programmering
De OCCII heeft geen centrale programmering, maar een aantal programmeergroepen die de agenda bepalen. Enkele van deze groepen zijn Le Club Suburbia (meestal indie en post-punk), Hex (new wave en gothic), Muziek Kapot Moet (experimenteel, elektronisch, noise), Spellbound (elektronisch, dance), The Real Amsterdam Underground (punk, hardcore, crust) en Cool Schmool (dance, indie, nadruk op vrouwelijke artiesten).